# Cockney Rejects

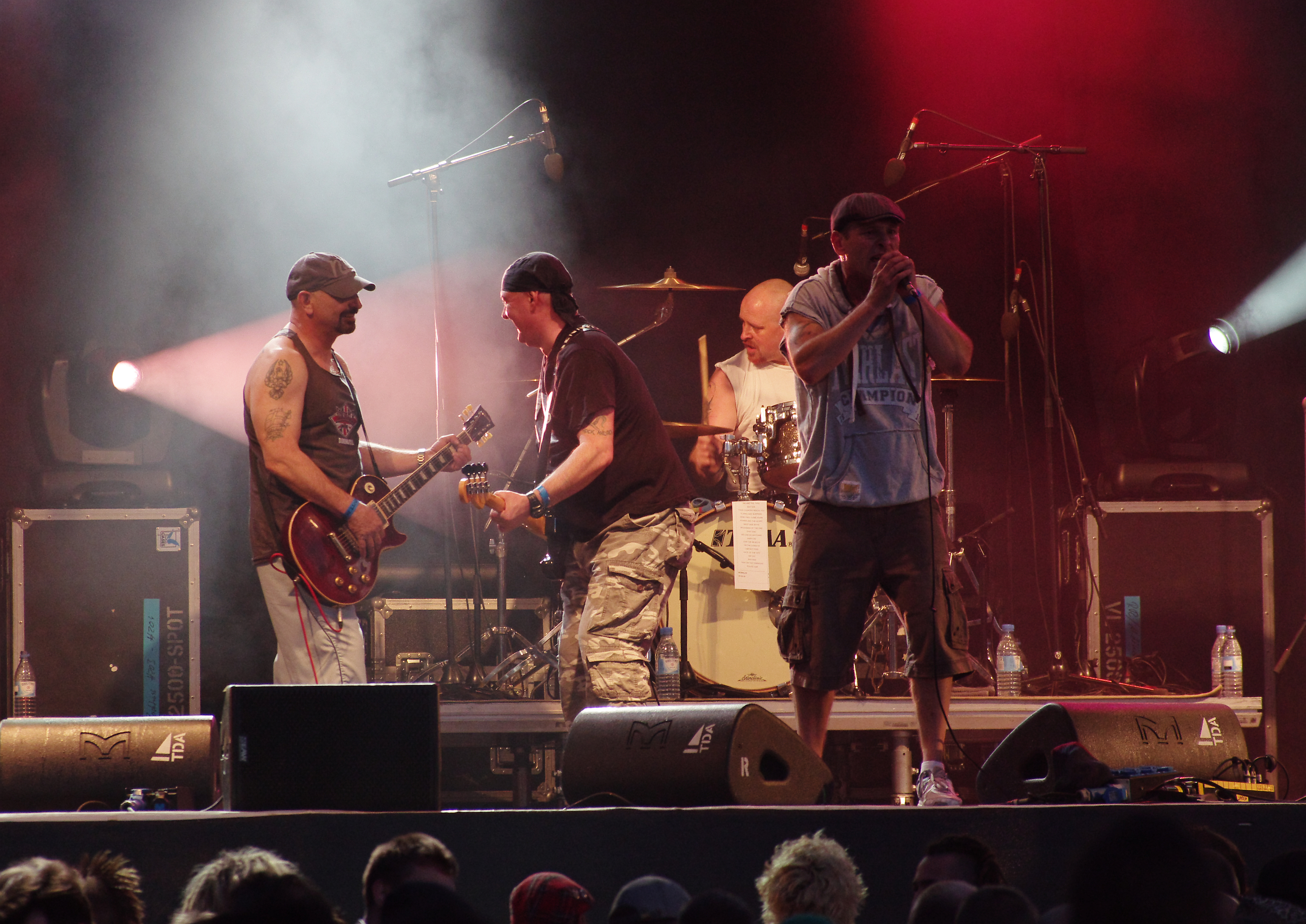
Cockney Rejects

Cockney Rejects is een Engelse punkrockband die in 1978 in het East End van Londen werd opgericht. In 1980 werd hun nummer Oi, Oi, Oi de inspiratie voor de naam van het Oi!-muziekgenre in de subcultuur van punk en skinheads.
De leden van de band zijn supporters van de voetbalclub West Ham United en de groep bracht ook een lofzang op deze club uit middels een eigen versie van "I'm Forever Blowing Bubbles", het lijflied van de West Ham-supporters.

## Ontstaan
Cockney Rejects werd in 1978 opgericht door de broers Jeff en Micky Geggus, met hun zwager Chris Murrell op bas en Paul Harvey op drums. Hun eerste demo trok de aandacht van Pete Stennett, eigenaar van het platenlabel Small Wonder Records. Hij introduceerde de band bij Bob Sergeant. Met Sergeant namen ze hun eerste single Flares n 'Slippers op. De bandleden Murrell en Harvey werden daarna vervangen door Vince Riordan op bas en Andy Scott op drums, van de band The Tickets. Hierdoor ontstond de klassieke line-up van Cockney Rejects. Het optreden in deze samenstelling in het Bridge House in Canning Town in juni 1979 wordt beschouwd als een mijlpaal in de geschiedenis van de band. In september van datzelfde jaar tekende de band een contract bij platenmaatschappij EMI, waar ze in februari 1980 het pretentieus getitelde album Greatest Hits, Vol. 1 uitbrachten.

## Succesperiode jaren 80
Hun grootste hit in het Verenigd Koninkrijk, The Greatest Cockney Rip-Off uit 1980, was een parodie op het nummer Hersham Boys van Sham 69. Andere nummers van Cockney Rejects waren minder commercieel, deels omdat ze vaak over beladen onderwerpen gingen, zoals straatgevechten of voetbalhooliganisme, onder meer de nummers Fighting in the streets en War on the terraces (oktober 1980). Daarom werden ze geboycot door de BBC. Het was ook de tijd van onlusten en rellen tegen de conservatieve regering van Margaret Thatcher (1981).
Het geweld dat in hun teksten wordt bezongen, werd vaak weerspiegeld tijdens hun concerten en de bandleden waren bij optredens vaak genoodzaakt van zich af te slaan of het publiek tot kalmte te manen (ook te horen op live-opnamen van hun optredens). De broers Jeff en Mick Geggus waren beiden amateur-jeugdbokser geweest en hadden op nationaal niveau gevochten.

## Politiek
Kenmerkend voor de songs van Cockney Rejects was de minachting voor politici. Met klem weerspraken ze beweringen in de media dat ze aanhangers waren van de neo-facistische British Movement. In een interview verwezen ze spottend naar de British Movement als de "German Movement" en ze verklaarden dat veel van hun helden zwarte boksers waren. Jeff Turner beschrijft in zijn autobiografie Cockney Reject een incident waarbij de bandleden en hun supporters tijdens een optreden in hun begintijd massaal op de vuist gingen met aanhangers van de British Movement. Hun optredens waren ook daarna nog geregeld het toneel voor massale vechtpartijen.
In 2015 uitte bandlid Mick Gaggus zijn misnoegen over het gebruik van de song Oi! Oi! Oi! door de zender Channel 4 in een tv-programma over rechts-extremisme en racisme.
EMI-records bracht in 2011 een Rejects-retrospectief uit, genaamd Join the Rejects, the Zonophone years '79 -'81. Dit betreft een verzameling met drie cds's met al hun EMI-opnames inclusief alle Peel-sessies en zeldzame demo's uit die periode.
De film Rejects East End Babylon en een gelijknamig album werden uitgebracht in 2012.

## Varia
- Een coverversie van War on the terraces werd later uitgebracht door Turbonegro
- War on the terraces zou later ook de titel worden van een documentaire over het Britse voetbal-hooliganisme in de jaren 70 en 80.[5]

## Discografie

### Albums
- Greatest Hits Volume 1, 1980
- Greatest Hits Vol. II, 1980
- The Power and the Glory, 1981
- The Wild Ones, 1982
- Quiet Storm, 1984
- Greatest Hits Vol 3 - live and loud, 1981
- Lethal, 1990
- Very Best Of Cockney Rejects, 1999
- Out of the Gutter, 2002
- Unforgiven, 2007
- East end to the west end - Live at the Mean Fiddler, 2008
- East End Babylon, 2012
- Hammer :- The classic rock years, 2013